# Le 10 Sport
Le 10 Sport est un quotidien, puis hebdomadaire français spécialisé dans le sport avec une forte dominante footballistique. 

## Historique
Créé le 3 novembre 2008 par Michel Moulin, Le 10 Sport vise à concurrencer L’Équipe et Aujourd'hui Sport (lancé le même jour par le groupe Amaury).
À partir du 28 mars 2009, en raison de ventes jugées insuffisantes, Le 10 Sport passe à un rythme de parution hebdomadaire. Vendu 0,50 euro quand il était quotidien, il sera alors proposé au prix de 85 centimes pour 40 pages en utilisant en complément son site Internet.
À partir de janvier 2010, en association avec le magazine But !, Le 10 Sport propose à Paris, Lyon et Bordeaux des pages spécifiques consacrées aux clubs de ces villes. Ces trois éditions sont vendues 0,90 euro, au lieu de 0,85 euro pour l'édition nationale. Son prix est relevé à 0,95 euro en juillet 2010, puis à 1 euro[réf. nécessaire].
En juin 2011, Grégory Coupet rejoint Daniel Bravo en tant que consultant.
Le 20 février 2014, l'Autorité de la concurrence condamne le groupe Amaury, éditeur de L'Equipe, à 3,5 millions d'euros d'amende pour avoir évincé Le 10 Sport du marché par des pratiques anticoncurrentielles. La décision visait le lancement d'Aujourd'hui Sport, uniquement destiné, selon l'Autorité, à tuer le projet de quotidien concurrent de L'Equipe. Aujourd'hui Sport a en effet cessé de paraître dès mars 2009. La condamnation a été confirmée en appel le 18 mai 2015.

## Capital
NextRadioTV détient 19 % du capital de ce concurrent de L’Équipe et fournissait - à travers l'agence RMC Sport - une douzaine de pages du quotidien.

## Diffusion
Si le premier numéro a été diffusé à 150 000 exemplaires, les ventes sont ensuite tombées à 30 000 exemplaires à la fin de la première semaine. Des ajustements, notamment sur la une et la mise en page, sont alors réalisés afin d'atteindre l'équilibre avec un tirage de 80 000 exemplaires.
Le 10 Sport annonce ensuite avoir atteint une diffusion de 82 500 exemplaires en moyenne sur les sept premiers jours du mois de décembre. « On ne va pas dire que ça n'a pas été compliqué mais notre produit commence à être beau et à trouver sa clientèle. On dira fin janvier si on continue ou pas » déclare alors Michel Moulin
Peu avant son passage en hebdomadaire, fin mars 2009, sa diffusion était retombée à 25 à 30 000 exemplaires.
Début 2011, la diffusion est relevée à 60 000 exemplaires par semaine, pour des ventes moyennes de 25 000 exemplaires par semaine.[réf. nécessaire]

## 10 Radio
Déclinaison radio du 10 Sport, la station est lancée le 26 janvier 2010 en partenariat avec le bouquet de radios numériques Goom Radio. Cette station baptisée « 10 Radio » reprend essentiellement des flashs d'informations toutes les demi-heures et des hits musicaux, mais propose sa propre émission Ça fait le buzz entre 20 h et 0 h (du lundi au vendredi) animée par Max. Diffusée sur Internet grâce à la technologie de la lecture en continu.[réf. nécessaire]
À la rentrée 2010, il y a la création de nouveaux shows : Les amateurs ont la parole présentée par Karl Olive chaque lundi à 19h, Talons Vissés présentée par Mélina Boëtti et Daniel Bravo chaque mardi à 19 h, Parlons Sport présentée par Romain Amalric chaque mercredi à 19 h, Ligue 2 foot/Ladies Sport présentée par Romain Rambaud et Mélina Boëtti chaque jeudi à 19 h et Le Club 10 présentée par Boujema Hadri et Karim Bouamrane chaque vendredi à 19 h.[réf. nécessaire]